# سندلهیت
سندلهیت (به انگلیسی: Sandleheath) یک روستا و محله مدنی در بریتانیا است که در New Forest District واقع شده‌است. سندلهیت ۶۶۳ نفر جمعیت دارد.